# Ficus dryepondtiana
Ficus dryepondtiana là một loài thực vật có hoa trong họ Moraceae. Loài này được Gentil mô tả khoa học đầu tiên năm 1906.